# Marzec 2005 w sporcie
Zobacz też: Marzec 2005 • Zmarli w marcu 2005 • Marzec 2005 w Wikinews

## 31 marca 2005
- Tenis stołowy – Lucjan Błaszczyk awansował do drugiej rundy rywalizacji w singlu w 25. Mistrzostwach Europy w tenisie stołowym w duńskim Aarhus. Polak pokonał 4:0 (11:3, 11:2, 11:3, 11:4) Turka Safę Avici.

## 30 marca 2005
- Piłka nożna – eliminacje mistrzostw świata (grupa 6.):

– Polska – Irlandia Płn. 1:0 (0:0), bramka: Maciej Żurawski (87.) Wikinews
– Austria – Walia 1:0 (0:0), bramka: Aufhauser (87.)
– Anglia – Azerbejdżan 2:0 (0:0), bramki: Gerrard (51.), Beckham (62.) Tabela i terminarz spotkań grupy 6.
- Sporty zimowe – Władze Zakopanego zdecydowały, że w wymaganym terminie, do 30 kwietnia 2005 roku, złożą do Międzynarodowej Federacji Narciarskiej (FIS) oficjalny wniosek o przyznanie prawa do organizacji narciarskich mistrzostw świata w konkurencjach klasycznych w 2011 roku.

## 29 marca 2005
- Piłka siatkowa – Milion dolarów otrzyma triumfator tegorocznych rozgrywek Ligi Światowej siatkarzy, a łączna pula nagród w tych rozgrywkach wyniesie 13,4 miliona dolarów – poinformowała Międzynarodowa Federacja Siatkówki (FIVB)
- Sporty zimowe – Biegaczka narciarska Marit Bjørgen (Norwegia) oraz biathlonista Ole Einar Bjørndalen (Norwegia) zdobyli tytuł „Króla Nart” w sezonie 2004/2005 w plebiscycie zorganizowanym wśród członków komisji narciarstwa i biathlonu Międzynarodowego Stowarzyszenia Prasy Sportowej (AIPS)
- Tenis stołowy – Polski zespół męski wygrał z Anglią 3:0 w meczu o miejsca 13-16 w turnieju drużynowym 25. Mistrzostw Europy w tenisie stołowym w duńskim Aarhus; zwycięstwo to zapewniło utrzymanie się w gronie najlepszych na Starym Kontynencie

## 28 marca 2005
- Piłka siatkowa – Siatkarze mistrza Francji – Tours VB wygrali w niedzielę w Salonikach turniej Final Four Ligi Mistrzów pokonując Iraklis Saloniki 3:1 (21:25, 31:29, 25:17, 25:23). W meczu o trzecie miejsce broniący tytułu Lokomitiw Biełgorod (Rosja) zwyciężył 3:0 (25:19, 25:18, 25:22) VfB Friedrichshafen (Niemcy).

## 26 marca 2005
- Piłka nożna – eliminacje mistrzostw świata (grupa 6.):

– Reprezentacja Polski wygrała w Warszawie wysoko z Azerbejdżanem 8:0 (3:0)
Bramki: Tomasz Frankowski – trzy (12, 63, 67), Aftandil Hacıyev (16-samob.), Kamil Kosowski (41), Jacek Krzynówek (72), Marek Saganowski – dwie (84, 88)
– Walia – Austria 0:2 (0:0)
Bramki: Ivica Vastic (82), Martin Stranzl (86)
– Anglia – Irlandia Płn. 4:0 (0:0)
Bramki: Joe Cole (47), Michael Owen (52), Chris Baird (54- samob.), Frank Lampard (62) Tabela i terminarz spotkań grupy 6.

## 25 marca 2005
- Skoki narciarskie – Fin Joonas Ikonen został indywidualnym Mistrzem Świata juniorów. Uzyskał końcową notę 252 pkt. W rozgrywanych w Rovaniemi zawodach, wyprzedził o 6,5 punktu Arthura Pauli z Austrii. Brązowy medal zdobył Słoweniec Jurij Tepeš (245 pkt.). Prowadzący z dużą przewagą po pierwszej serii Czech Antonín Hájek zepsuł drugi skok (pierwszy – odległość dnia – 100 metrów) i znalazł się tuż za podium. Polak Kamil Stoch mimo dobrej pozycji po pierwszej kolejce, spadł na miejsce ósme. Przyczyną tego był upadek po skoku na 96 metr. Wszyscy pozostali Polacy biorący udział w zawodach awansowali do finałowej trzydziestki. Trzynasty był Piotr Żyła, szesnasty Paweł Urbański, a trzydziesty Wojciech Topór.
- Piłka nożna – Polska pokonała w Warszawie Azerbejdżan 3:0 (1:0) w meczu grupy 6. eliminacji piłkarskich młodzieżowych mistrzostw Europy; bramki dla Polski: Marcin Burkhardt, Piotr Brożek, Paweł Brożek
- Kolarstwo – Szwajcar Fabian Cancellara jeżdżący w grupie Fassa Bortolo wygrał piąty, ostatni etap kolarskiego wyścigu Tydzień Kataloński – jazdę indywidualną na czas na dystansie 15,9 km. W klasyfikacji generalnej wyścig wygrał Alberto Contador (Liberty Seguros)
- Żeglarstwo – zwycięstwem w końcowej klasyfikacji 36. regatach o Puchar Księżniczki Sofii – w klasie 49er – zakończył się start polskich żeglarzy Marcina Czajkowskiego i Krzysztofa Kierkowskiego; regaty u wybrzeży Majorki zaliczane są do klasyfikacji Pucharu Świata

## 24 marca 2005
- Żeglarstwo – w odbywających się u wybrzeży Majorki 36. regatach o Puchar Księżniczki Sofii, zaliczanych do klasyfikacji Pucharu Świata, po jedenastu wyścigach w klasie 49er prowadzenie utrzymała załoga YKP Gdynia Marcin Czajkowski i Krzysztof Kierkowski.

## 23 marca 2005
- Skoki narciarskie – Polska drużyna w składzie: Kamil Stoch, Paweł Urbański, Piotr Żyła, Wojciech Topór (978 pkt) zajęła drugie miejsce na Mistrzostwach Świata Juniorów w fińskim Rovaniemi. Czterema punktami wyprzedzili ich Słoweńcy (skład: Jurij Tepeš, Matevž Šparovec, Mitja Mežnar i Nejc Frank). Na trzecim miejscu uplasowali się gospodarze z dużą stratą punktów do Polaków.
- Piłka nożna – XVI kolejka ekstraklasy:
  - W rozegranym awansem spotkaniu 16. kolejki piłkarskiej ekstraklasy Górnik Łęczna zremisował z Polonią Warszawa 1:1 (1:0), Bramki: dla Górnika – Łukasz Madej (38); dla Polonii – Jacek Kosmalski (90+2).

## 22 marca 2005
- Skoki narciarskie – Adam Małysz poinformował podczas konferencji prasowej, że jeśli nie uda mu się porozumieć z Polskim Związkiem Narciarskim, to zakończy karierę. Wikinews
- Piłka nożna – mecze trzeciej i czwartej ligi piłkarskiej do końca rundy jesiennej sezonu 2008/2009 pokazywane będą przez telewizje Tele 5 i Polonia 1. Stosowną umowę z firmą Media 5, która obsługuje te dwie stacje, podpisał Polski Związek Piłki Nożnej.

## 21 marca 2005
- Piłka nożna – zarząd PZPN zdecydował, że wszystkie stadiony pierwszoligowe do wiosny 2007 roku będą musiały mieć podgrzewaną murawę. Obecnie takową posiada tylko Wisła Kraków, Legia Warszawa i Dyskobolia Grodzisk Wielkopolski.
- Piłka nożna – stacja telewizyjna Canal+ uzyskała na trzy lata prawa do bezpośrednich transmisji z meczów pierwszej ligi piłkarskiej, TVN uzyskała prawa do magazynu ligowego, natomiast internetowe relacje na żywo będą mogły przeprowadzać cztery portale – Onet, Wirtualna Polska, Interia i Gazeta Wyborcza.

## 20 marca 2005
- pływanie – podczas pływackiego trójmeczu w Pradze Aleksandra Urbańczyk (Trójka Łódź) wynikiem 26,94 uzyskanym na dystansie 50 m stylem motylkowym odebrała Otylii Jędrzejczak rekord Polski.
- Loty narciarskie – konkurs Pucharu Świata na mamuciej skoczni w słoweńskiej Planicy wygrał Bjørn Einar Romøren, ustanawiając jednocześnie nowy fantastyczny (nieoficjalny) rekord świata – 239 m! Norweg już w serii próbnej poprawił rekord w długości skoku na 234,5 m. Jednak już podczas samych zawodów najdłuższy skok w historii dwukrotnie zmieniał właściciela. W drugiej serii Fin Matti Hautamäki, który od marca 2003 roku był autorem najdłuższego skoku (231 m), uzyskał 235,5 metra, ustanawiając nowy rekord świata. Hautamäki niedługo cieszył się swoim osiągnięciem, bowiem chwilę później Romøren lądując na 239 metrze oddał najdłuższy skok w historii i został nieoficjalnym rekordzistą świata. Jeszcze dalej, bo 240 m skoczył Janne Ahonen, jednak fiński skoczek tuż po lądowaniu zaliczył groźnie wyglądający upadek. Na podium zawodów, poza Romørenem – 463,0 pkt. (226 i 239 m), stanęli także jego rodak Roar Ljøkelsøy (drugie miejsce) – 453,9 pkt. (230,5 i 224 m) oraz Austriak Andreas Widhölzl (trzecia lokata) – 453,2 pkt. (231 i 227,5 m). Słabiej zaprezentował się Adam Małysz. Nasz najlepszy skoczek ostatecznie uplasował się na 15. pozycji – 416,7 pkt. (210 i 216 m). Klasyfikację końcową Pucharu Świata wygrał Janne Ahonen przed Ljøkelsøyem, Hautamäkim i Małyszem. Polak w 28 konkursach sezonu 2004/2005 zgromadził 1201 punktów, tracąc do Ahonena 514 pkt.
- Biathlon – w rozegranych na zakończenie biathlonowego sezonu pierwszych mistrzostwach świata w biegu sztafet mieszanych (4 × 6 km) zwycięstwo odniosła pierwsza drużyna Rosji (Olga Miedwiedcewa, Swietłana Iszmuratowa, Iwan Czeriezow i Nikołaj Krugłow). Polacy, biegnący w składzie Krystyna Pałka, Magdalena Gwizdoń, Wiesław Ziemianin i Tomasz Sikora, zajęli ósme miejsce, tracąc do triumfatorów 1:23,0.
- Boks – Albert Sosnowski (Polish Boxing Promotion) odniósł 36. zwycięstwo w zawodowej karierze bokserskiej. W Las Vegas pokonał przez techniczny nokaut w drugiej rundzie Amerykanina Travisa Fultona.
- Formuła 1 – Hiszpan, Fernando Alonso zdobył pole position i wygrał Grand Prix Malezji (Rezultaty)
- Piłka nożna – XV kolejka ekstraklasy:
  - Polonia Warszawa – Wisła Kraków 1:3 (1:1); Bramki: dla Polonii – Jacek Kosmalski (9), dla Wisły – Radosław Sobolewski (16), Maciej Żurawski (piłkarz)| (68-karny), Tomasz Frankowski (78).

## 19 marca 2005
- Kolarstwo – włoski kolarz Alessandro Petacchi z grupy Fassa Bortolo wygrał zaliczany do cyklu Pro Tour klasyk Mediolan – San Remo. Drugie miejsce zajął Niemiec Danilo Hondo, a trzeci był Norweg Thor Hushovd.
- Loty narciarskie – konkurs Pucharu Świata na mamuciej skoczni w słoweńskiej Planicy wygrał Fin Matti Hautamäki – 436,6 pkt (223,5 i 219,5 m). Drugie miejsce zajął Austriak Andreas Widhölzl – 436,5 (227,5 i 220,0 m) a za nim uplasowali się Norwegowie – Bjørn Einar Romøren – 435,4 (213,5 i 228,5 m) i Roar Ljøkelsøy – 432,9 (218,5 i 221,0 m). Adam Małysz zajął piąte miejsce. Polak uzyskał za skoki 223,5 i 214,5 m notę 428,1 pkt. W klasyfikacji generalnej Pucharu Świata, którą wygrał Fin Janne Ahonen, Małysz zajmuje czwarte miejsce.
- Biathlon – Francuzka Sandrine Bailly po raz pierwszy w karierze zdobyła Puchar Świata w biathlonie. W ostatniej konkurencji sezonu 2004/2005 – biegu ze startu wspólnego na 12,5 km, który się odbył w rosyjskim Chanty-Mansyjsku, triumfowała Rosjanka Olga Zajcewa. Drugie miejsce w sobotnim biegu zajęła Niemka Kati Wilhelm, a trzecie Rosjanka Anna Bogalij. Bailly była dopiero 13., ale jej najgroźniejsza konkurentka w rywalizacji o wielką kryształową kulę Rosjanka Olga Miedwiedcewa spisała się jeszcze gorzej i ukończyła bieg na 18. pozycji. Polki nie startowały.
- Biathlon – Norweg Ole Einar Bjørndalen po raz trzeci w karierze zdobył Puchar Świata w biathlonie. W ostatnich zawodach w sezonie 2004/2005 – biegu ze startu wspólnego na 15 km, który się odbył w rosyjskim Chanty-Mansyjsku, zajął drugie miejsce za Francuzem Raphaëlem Poirée. Na bardzo dobrym piątym miejscu finiszował Tomasz Sikora, który w klasyfikacji generalnej zajął ostatecznie 12. miejsce.
- Formuła 1 – Fernando Alonso zdobył prowizoryczne pole-position do Grand Prix Malezji, wygrywając pierwszą sesję kwalifikacyjną (Zobacz: Rezultaty).
- Mistrzostwa świata w łyżwiarstwie figurowym – Rosjanka Irina Słucka powtórzyła swój sukces z 2002 i zdobyła po raz drugi tytuł mistrzyni świata. Za nią uplasowała się Amerykanka Sasha Cohen i Włoszka Carolina Kostner.
- Piłka nożna – XV kolejka ekstraklasy:

Pogoń Szczecin – Górnik Zabrze 0:2 (0:2); Bramki: Aleksander (53), Chałbiński (73).
Wisła Płock – Lech Poznań 2:1 (1:1); Bramki: dla Wisły – Gęsior (5), Wasilewski (51), dla Lecha – Scherfchen (13).
GKS Katowice – Dyskobolia Grodzisk Wielkopolski 1:3 (0:2); Bramki: dla GKS – Plizga (69-głową), dla Dyskobolii – Goliński (11-głową), Ślusarski (45), Porazik (73).
Zagłębie Lubin – Odra Wodzisław 1:1 (1:1); Bramki: dla Zagłębia – Piszczek (9), dla Odry – Ziarkowski (45).
Legia Warszawa – Amica Wronki 1:1 (1:0); Bramki: dla Legii – Saganowski (9-karny), dla Amiki – Kryszałowicz (90).

## 18 marca 2005
- Hokej na lodzie – hokeiści GKS Tychy zostali mistrzami Polski w sezonie 2004/05. W decydującym meczu tyszanie pokonali w Oświęcimiu obrońców tytułu mistrzowskiego, Dwory Unię po rzutach karnych 3:2. To pierwszy tytuł mistrza Polski hokeistów GKS Tychy. Dotychczas największym sukcesem GKS Tychy było wicemistrzostwo Polski, z 1988 roku.
- Formuła 1 – Ricardo Zonta z zespołu Toyota wygrał pierwszy trening do Grand Prix Malezji, podczas drugiego treningu najszybszy okazał się Felipe Massa z zespołu Sauber.
- Piłka nożna – rozlosowano pary ćwierćfinałowe piłkarskiej Ligi Mistrzów:
  - Liverpool F.C. (Anglia) – Juventus Turyn (Włochy)
  - AC Milan (Włochy) – Inter Mediolan (Włochy)
  - Olympique Lyon (Francja) – PSV Eindhoven (Holandia)
  - Chelsea F.C. (Anglia) – Bayern Monachium (Niemcy)

Po raz pierwszy od kiedy powstała Liga Mistrzów w ćwierćfinałach nie zagra żaden zespół z Hiszpanii. Pierwsze spotkania zostaną rozegrane 5 i 6 kwietnia, natomiast rewanże 12 i 13. Pierwsza runda półfinałowa zaplanowana jest na 26 i 27 kwietnia, druga 3 i 4 maja. Finał Ligi Mistrzów odbędzie się 26 maja w Stambule.
- Piłka nożna – w szwajcarskim Nyonie rozlosowano pary ćwierćfinałowe Pucharu UEFA:
  - Steaua Bukareszt/Villarreal CF – AZ Alkmaar
  - CSKA Moskwa – AJ Auxerre
  - Newcastle United – Sporting CP
  - Austria Wiedeń – AC Parma

O tym która z drużyn – Steaua Bukareszt czy hiszpański Villarreal – będzie przeciwnikiem holenderskiego AZ Alkmaar rozstrzygnie rewanżowy mecz 1/8 finału, który odbędzie się 20 marca. Mecze ćwierćfinałowe odbędą się 7 i 14 kwietnia, półfinały 28 kwietnia i 5 maja, a finał 18 maja w Lizbonie.
- Piłka nożna – XV kolejka ekstraklasy:

Na inaugurację rundy wiosennej Cracovia zremisowała bezbramkowo z Górnikiem Łęczna. Mecz rozegrano na grząskim, błotnistym boisku podczas nieustannie padającego deszczu.
- Mistrzostwa świata w łyżwiarstwie figurowym – Rosjanie Tatjana Nawka i Roman Kostomarow obronili tytuł mistrzów świata w konkurencji par tanecznych.

## 17 marca 2005
- Biathlon – Norweg Ole Einar Bjørndalen wygrał zaliczany do Pucharu Świata bieg biathlonowy na dochodzenie w rosyjskim Chanty-Mansyjsku na dystansie 12,5 km. Świetnie spisał się Tomasz Sikora przybiegając na metę na trzeciej pozycji.
- Piłka nożna – legendarny kapitan i trener piłkarskiej reprezentacji Niemiec Franz Beckenbauer wyraził gotowość kandydowania na stanowisko szefa Europejskiej Unii Piłkarskiej (UEFA). Wybory odbędą się w 2006 roku.
- Mistrzostwa świata w łyżwiarstwie figurowym – w konkurencji solistów najlepszy okazał się reprezentant Szwajcarii Stéphane Lambiel. Broniący tytułu Rosjanin Jewgienij Pluszczenko wycofał się z zawodów z powodu kontuzji.

## 16 marca 2005
- Piłka nożna – Prezydent Ukrainy Wiktor Juszczenko podpisał specjalne rozporządzenie dotyczące przygotowań i środków niezbędnych do przeprowadzenia finałów mistrzostw Europy w piłce nożnej w 2012 roku. W styczniu Ukraina oraz Polska zgłosiły Europejskiej Unii Piłkarskiej (UEFA) wspólną kandydaturę do przeprowadzenia tego turnieju. Do 21 lipca kandydaci muszą przedstawić dokumentację wymaganą przez UEFA w pierwszym etapie selekcji. W listopadzie tego roku zostaną wybrani trzej kandydaci, którzy przejdą do drugiego etapu. Gospodarz mistrzostw zostanie wybrany w grudniu 2006 roku. Oprócz Polski i Ukrainy chęć organizacji Euro 2012 wyrażają Włochy, Grecja, Rosja, Rumunia, Węgry wspólnie z Chorwacją oraz Szkocja z Irlandią Płn.
- Biathlon – Sven Fischer wygrał zaliczany do Pucharu Świata bieg biathlonowy na dystansie 10 kilometrów. Zawody odbyły się w rosyjskim Chanty-Mansyjsku. Drugi na mecie zameldował się Białorusin Oleg Ryżenkow ze stratą 21,9 sekund. Trzecie miejsce przypadło Norwegowi Halvardowi Hanevoldovi (28,3 sek. straty). Dziewiąty był Tomasz Sikora.
- Mistrzostwa świata w łyżwiarstwie figurowym – rosyjska para sportowa Tatjana Tot´mianina i Maksim Marinin obroniła tytuł mistrzowski z poprzednich mistrzostw w Dortmundzie. Polska para Dorota Zagórska i Mariusz Siudek zajęli siódme miejsce, dzięki temu wywalczyli sobie miejsce na igrzyska w Turynie.

## 15 marca 2005
- Kolarstwo – Mistrz Świata Hiszpan Óscar Freire (Rabobank) wygrał wyścig Tirreno-Adriático – drugie w tym sezonie zawody zaliczane do cyklu Pro Tour. Ostatni 7. etap wyścigu zakończył się zwycięstwem włoskiego sprintera Alessandro Petacchiego (Fassa Bortolo), który ukończył cały wyścig na drugiej pozycji.
- Kolarstwo – w Warszawie w hotelu Sofitel Victoria Warsaw odbyła się oficjalna prezentacja trasy 62. Tour de Pologne. W bieżącym roku nasz narodowy wyścig zakwalifikowano do elitarnego cyklu Pro Tour. To 27 największych imprez świata rozgrywanych tylko w 7 krajach Europy, w których jest tylko 13 etapowych tourów. Podobnie jak w ciągu kilku ostatnich lat Tour de Pologne wystartuje z Gdańska i zakończy się w Karpaczu. Udział weźmie 20 najlepszych grup zawodowych świata, do przejechania będzie 8 etapów (1253 km). Wikinews
- Piłka nożna – Inter Mediolan jako ostatni zespół zakwalifikował się do ćwierćfinału piłkarskiej Ligi Mistrzów. W 1/8 finału rozgrywek włoski zespół wyeliminował zwycięzcę ubiegłorocznej edycji – FC Porto. W pierwszym meczu był remis 1:1. W rewanżu Inter pokonał na własnym boisku rywali 3:1 (1:0).
- Piłka nożna – wszystko wskazuje na to, że latem Emmanuel Olisadebe zmieni klub. Poważnie zainteresowany pozyskaniem polskiego napastnika, grającego obecnie w Panathinaikosie Ateny, jest portugalski Sporting CP. Wikinews
- Piłka nożna – 49-letni Michel Platini (były kapitan i selekcjoner reprezentacji Francji) ogłosił, że będzie kandydował na stanowisko prezesa Europejskiej Unii Piłkarskiej (UEFA). Wybory odbędą się w 2006 roku. Platini jest członkiem komitetu wykonawczego UEFA oraz Międzynarodowej Federacji Piłkarskiej (FIFA).

## 14 marca 2005
- Piłka nożna – słynny argentyński piłkarz, 36-letni Gabriel Batistuta ogłosił zakończenie kariery. Ostatnio był zawodnikiem katarskiej drużyny Al-Arabi Ad-Dauha.
- Snooker – Anglik Ronnie O’Sullivan wygrał snookerowy turniej Irish Masters rozgrywany w Citywest Hotel w Dublinie. W finale pokonał Walijczyka Matthew Stevensa 10:8. Wikinews

## 13 marca 2005
- Piłka nożna – Dyskobolia Grodzisk Wielkopolski pokonał Polonię Warszawa 5:0 (2:0) w rozegranym meczu piłkarskiej ekstraklasy. Bramki: Bartosz Ślusarski – dwie (40, 55), Mićo Vranješ (30), Marcin Zając (49), Adrian Sikora (85).
- Kolarstwo – Amerykanin Bobby Julich z grupy CSC wygrał kolarski wyścig Paryż-Nicea, pierwszy w tym sezonie z cyklu Pro Tour. Na mecie siódmego i ostatniego etapu, rozegranego wokół Nicei, najszybszy był Hiszpan Alejandro Valverde (Illes Baleares). W klasyfikacji generalnej Julich wyprzedził o 10 sekund Valverde oraz o 19 sekund innego Hiszpana Constantino Zaballę. Dobre 19. miejsce zajął ostatecznie Dariusz Baranowski (Liberty).
- Mistrzostwa świata w biathlonie:
  - Norweżka Gro Marit Istad-Kristiansen zdobyła w austriackim Hochfilzen złoty medal w biegu na 12,5 km kobiet ze startu wspólnego. Srebro wywalczyła Szwedka Anna Carin Zidek, a brąz Rosjanka Olga Miedwiedcewa. W gronie 30 zawodniczek 23. była Magdalena Gwizdoń (BLKS Żywiec), a 28. Krystyna Pałka (AZS-AWF Katowice).
  - Zwycięstwem Norwega Ole Einara Bjørndalena zakończył się bieg ze startu wspólnego na 15 km mężczyzn – ostatniej konkurencji biathlonowych MŚ. To jego trzecie złoto na czempionacie. Piąte miejsce zajął Tomasz Sikora, który w środę był także piąty w biegu na 20 km. Polak był czołowym zawodnikiem mistrzostw, kończąc każdą z czterech konkurencji w czołowej „10”.
- Skoki narciarskie – konkurs Pucharu Świata w Oslo/Holmenkollen wygrał Fin Matti Hautamäki. To jego piąte z rzędu i jednocześnie piąte w sezonie pucharowe zwycięstwo. Hautamäki wygrał tzw. Turniej Nordycki, czyli cztery kolejne konkursy organizowane w krajach skandynawskich. Adam Małysz był 19. Wikinews
- Lekkoatletyka – 19-letni amerykański student, urodzony w Trynidadzie i Tobago Kerron Clement, wynikiem 44,57 uzyskanym podczas lekkoatletycznych zawodów ligowych amerykańskich uniwersytetów w Fayetteville w stanie Arkansas, ustanowił halowy rekord świata w biegu na 400 metrów. Poprzedni wynosił 44,63 i od 4 marca 1995 roku (Atlanta) należał do pięciokrotnego mistrza olimpijskiego Michaela Johnsona.
- Boks – Dawid „Cygan” Kostecki (Hammer KnockOut Promotions) obronił w Poznaniu tytuł bokserskiego młodzieżowego zawodowego mistrza świata federacji WBC wagi półciężkiej, pokonując w trzeciej rundzie przez ko kongijskiego pięściarza Shambuyi Mukadi, reprezentującego Hiszpanię. Była to osiemnasta zwycięska walka zawodowa Kosteckiego, który nie przegrał jeszcze ani razu w swojej karierze.
- Szermierka – Beata Tereba zajęła drugie miejsce w zawodach Pucharu Świata szpadzistek w Atenach. W finale przegrała z Niemką Imke Duplitzer 11:15. To największy sukces w karierze 24-letniej zawodniczki Warszawianki.

## 12 marca 2005
- Piłka nożna – w rozegranym meczu piłkarskiej ekstraklasy Wisła Kraków wygrała z GKS Katowice 1:0 (1:0). Jedyną bramkę zdobył w 12 minucie Marek Zieńczuk. Wikinews
- Kolarstwo – Holender Joos Posthuma z grupy Rabobank wygrał szósty etap wyścigu kolarskiego Paryż-Nicea, długości 184 km z La Crau do Cannes. Biało-żółtą koszulkę lidera zachował Amerykanin Bobby Julich (CSC). Wikinews
- Mistrzostwa świata w biathlonie:
  - Zespół Norwegii (H. Hanevold, S. Eckhoff, E. Gjelland i O.E. Bjørndalen) wygrał bieg sztafetowy mężczyzn 4 × 7,5 km podczas biatlonowych mistrzostw świata w austriackim Hochfilzen. Srebrny medal wywalczyli Rosjanie, a brązowy Austriacy. Polacy (Wiesław Ziemianin, Grzegorz Bodziana, Tomasz Sikora i Krzysztof Pływaczyk) zajęli ósme miejsce.
- Snooker – Mistrz świata w snookerze – Ronnie O’Sullivan – awansował do finału turnieju Irish Masters 2005 pokonując Marka Williamsa 9:5. Przeciwnikiem w finale O’Sullivana będzie Matthew Stevens, który wcześniej pokonał Roberta Milkinsa w stosunku 9:8. Wikinews

## 11 marca 2005
- Piłka nożna – Legia Warszawa na rozpoczęcie piłkarskiej wiosny pokonała na własnym stadionie Pogoń Szczecin 3:0(0:0). Bramki: Marek Saganowski (47), Piotr Włodarczyk (70), Tomasz Kiełbowicz (73-wolny).
- Kolarstwo – Włoch Gilberto Simoni (Lampre) wygrał piąty etap wyścigu kolarskiego Paryż-Nicea, z Rogne do Toulon Mont-Faron. Koszulkę lidera zdobył dziesiąty na mecie Amerykanin Bobby Julich (CSC), który stracił do Simoniego 41 sekund. Bardzo dobrze pojechał Dariusz Baranowski, który finiszował w jednej z czołowych grupek, tracąc do Simoniego 1.22. Jedyny polski kolarz w pierwszym w historii wyścigu Pro Tour awansował w klasyfikacji generalnej z 39. na 17. miejsce. Wikinews
- Skoki narciarskie – Janne Ahonen zapewnił sobie w Lillehammer zwycięstwo w klasyfikacji generalnej Pucharu Świata w skokach narciarskich zajmując czwarte miejsce. Konkurs na obiekcie „Lysgaards” wygrał Fin Matti Hautamäki przed Norwegami Sigurdem Pettersenem i Larsem Bystølem. Adam Małysz był 22.
- Szachy – Najlepszy szachista wszech czasów Rosjanin Garri Kasparow zakończył karierę sportową. Lider światowego rankingu o swojej decyzji poinformował po zakończeniu tradycyjnego turnieju w Linares, który wygrał. 41-letni Rosjanin ma zamiar poświęcić się działalności politycznej i pisać książki. Mając 22 lata został najmłodszym mistrzem świata w historii. Wikinews

## 10 marca 2005
- Kolarstwo – Szwajcar Fabian Cancellara (Fassa Bortolo) wygrał w miejscowości Montelimar czwarty etap wyścigu kolarskiego Paryż-Nicea i zdobył koszulkę lidera.

## 9 marca 2005
- Mistrzostwa świata w biathlonie:
  - W biegu indywidualnym na dystansie 20 km mężczyzn złoty medal wywalczył Czech Roman Dostál. Drugie i trzecie miejsce zajęli reprezentanci Niemiec – Michael Greis i Ricco Gross. Tomasz Sikora z trzema minutami karnymi, uplasował się na piątej pozycji.
- Skoki narciarskie – Fin Matti Hautamäki wygrał środowy konkurs Pucharu Świata w skokach narciarskich w Kuopio. Drugie miejsce zajął Norweg Roar Ljøkelsøy. Na trzeciej pozycji uplasowali się ex aequo Adam Małysz i Czech Jakub Janda.
- Kolarstwo – Hiszpan Vicente Reynes wygrał trzeci etap wyścigu kolarskiego Paryż-Nicea, który początkowo miał liczyć 180 kilometrów, ale z powodu warunków atmosferycznych (opady śniegu), skrócony został do 118 km. Liderem wyścigu pozostał nadal Belg Tom Boonen, który wygrał dwa poprzednie etapy.

## 8 marca 2005
- Mistrzostwa świata w biathlonie:
  - Niemka Andrea Henkel zdobyła we wtorek w austriackim Hochfilzen złoty medal biatlonowych mistrzostw świata w biegu na 15 km. Drugie miejsce niespodziewanie zajęła Chinka Sun Ribo, a trzecie Norweżka Linda Tjørhom. Najlepsza z Polek Krystyna Pałka uplasowała się na 20. pozycji.
- Kolarstwo – Tom Boonen (Belgia) z ekipy Quick Step wygrał po sprincie z peletonu, drugi etap wyścigu kolarskiego Paryż-Nicea z Aigueperse do Thiers, powtarzając sukces z poniedziałku. W klasyfikacji generalnej Boonen wyprzedza Dekkera o 3 sekundy.

## 7 marca 2005
- Biegi narciarskie – podczas 81. narciarskiego Biegu Wazów w Szwecji (w którym startowało 17 tysięcy zawodników), zmarły trzy osoby. W każdym z tych przypadków stwierdzono zatrzymanie akcji serca. Bieg Wazów uważany jest za jeden z najtrudniejszych biegów narciarskich. Trasa wynosi 90 kilometrów i prowadzi z Saelen do Mory.
- Kolarstwo – Tom Boonen (Belgia) z ekipy Quick Step wygrał w miejscowości Chabris pierwszy etap wyścigu kolarskiego Paryż-Nicea. Koszulkę lidera zdobył Holender Erik Dekker (Rabobank). Wyścig Paryż-Nicea jest pierwszym z cyklu UCI Pro Tour, który ma stanowić kolarską Ligę Mistrzów.

## 6 marca 2005
- Halowe Mistrzostwa Europy w lekkiej atletyce:
  - 3000 metrów – Lidia Chojecka zdobyła w Madrycie złoty medal 28. halowych mistrzostw Europy w lekkiej atletyce w biegu na 3000 m. 28-letnia zawodniczka Pogoni Siedlce uzyskała najlepszy swój czas w tym sezonie 8:43,76. Wikinews
  - 4 × 400 m etrów – srebrny medal zdobyła Polska sztafeta 4 × 400 m kobiet. Zespół biegł w składzie: Anna Pacholak, Monika Bejnar, Marta Chrust-Rożej i Małgorzata Pskit. Zwyciężyły Rosjanki, a trzecie miejsce zajęły Brytyjki.
  - 200 metrów – Marcin Urbaś zdobył brązowy medal na dystansie 200 m – 21,04. Zwyciężył Tobias Unger (Niemcy) – 20,53 i rekord życiowy. Drugie miejsce zajął Chris Lambert (W.Brytania) – 20,69 i rekord życiowy. Na tym samym dystansie Anna Pacholak zajęła bardzo dobre czwarte miejsce – z czasem 23,55, a zwyciężyła Iwet Łałowa (Bułgaria) – 22,91 i rekord kraju.
  - Skok o tyczce – Anna Rogowska zdobyła srebrny medal (4,75), a Monika Pyrek brązowy (4,70) w konkursie skoku o tyczce. Złoty wywalczyła Rosjanka Jelena Isinbajewa, która poprawiła o 1 cm, wynikiem 4,90 m, należący do niej halowy rekord świata.
- Mistrzostwa świata w biathlonie:
  - Niemka Uschi Disl zdobyła drugi złoty medal podczas biathlonowych mistrzostw świata, które odbywają się w austriackim Hochfilzen. Po sobotnim triumfie w sprincie w niedzielę zwyciężyła w biegu na dochodzenie 10 km. Srebrny medal wywalczyła niespodziewanie Chinka Liu Xianying, a brązowy Rosjanka Olga Zajcewa. Polki zajęły odległe miejsca. Krystyna Pałka była 27., Magdalena Gwizdoń 51., a Magdalena Nykiel 53.
  - Norweg Ole Einar Bjørndalen zdobył drugi złoty medal podczas biathlonowych mistrzostw świata. Po sobotnim triumfie w sprincie w niedzielę zwyciężył w biegu na dochodzenie 12,5 km. Srebrny medal wywalczył Rosjanin Siergiej Czepikow, a brązowy Niemiec Sven Fischer. Tomasz Sikora uplasował się na dobrej dziesiątej pozycji. Wiesław Ziemianin był 19. a Grzegorz Bodziana 54.
- Skoki narciarskie – Adam Małysz zajął siódme miejsce (skoki na odległość 125 i 122 m) w konkursie Pucharu Świata w skokach narciarskich w Lahti. Zwyciężył Fin Matti Hautamäki (skoki 127,5 m i 124,5 m). To jego dziesiąte zwycięstwo w karierze. Wikinews
- Formuła 1 – Giancarlo Fisichella z zespołu Renault wygrał pierwsze w sezonie wyścig, Grand Prix Australii. Drugi na mecie był Rubens Barrichello z Ferrari, a trzeci drugi z kierowców Renault, Fernando Alonso.

## 5 marca 2005
- Formuła 1 – Giancarlo Fisichela wygrał pierwszą sesję kwalifikacyjną do Grand Prix Australii. Sesji towarzyszyły zmienne warunki atmosferyczne co wpłynęło na jej wynik.
- Halowe Mistrzostwa Europy w lekkiej atletyce:
  - Pchnięcie kulą – Krystyna Zabawska zdobyła w Madrycie srebrny medal 28. halowych mistrzostw Europy w lekkiej atletyce w konkursie pchnięcia kulą. 37-letnia zawodniczka Podlasia Białystok uzyskała wynik 18,96 m. Złoty medal wywalczyła 25-letnia reprezentantka Białorusi Nadzieja Astapczuk (19,37 m).
- Mistrzostwa świata w biathlonie:
  - Uschi Disl (Niemcy) zdobyła w austriackim Hochfilzen złoty medal biathlonowych mistrzostw świata kobiet w sprincie na 7,5 km. Najlepsza z Polek Magdalena Gwizdoń uplasowała się na 16. pozycji.
  - Złoty medal w sprincie (10 km) mężczyzn wywalczył Norweg Ole Einar Bjørndalen. Tomasz Sikora zajął dobre 9. miejsce.

## 4 marca 2005
- Lekkoatletyka – rozpoczęły się 28. Halowe Mistrzostwa Europy w lekkoatletyce w Madrycie. O medale rywalizuje 583 zawodników i zawodniczek z 43 krajów. Polskę reprezentuje 34-osobowa kadra. 
  - Pięciobój lekkoatletyczny – mistrzyni olimpijska Szwedka Carolina Klüft zdobyła w Madrycie pierwszy złoty medal halowych mistrzostw Europy. Klüft wynikiem 4948 pkt ustanowiła rekord życiowy i rekord mistrzostw. Najlepszy rezultat w karierze osiągnęła także ósma w zawodach Polka – Karolina Tymińska (4374 pkt).
- Kombinacja norweska – Fin Hannu Manninen wygrał w Lahti zawody Pucharu Świata w kombinacji norweskiej (sprint – 1 skok/bieg na 7,5 km) i na cztery imprezy przed zakończeniem rywalizacji o Kryształową Kulę zapewnił sobie to trofeum. W klasyfikacji generalnej PŚ Manninen ma 356 pkt przewagi nad dwukrotnym mistrzem świata z Oberstdorfu Niemcem Ronnym Ackermannem.
- Skoki narciarskie – Adam Małysz zajął drugie miejsce podczas kwalifikacji do zawodów Pucharu Świata w Lahti. Oddał najdłuższy skok w konkursie (132 mety), jednak za lądowanie bez telemarku dostał niskie noty od sędziów. Na pierwszym miejscu uplasował się Słoweniec Primož Peterka ze skokiem na odległość 131 metrów. Z Polaków, poza Małyszem, do konkursu głównego zakwalifikował się Robert Mateja, który zajął 43 pozycję.
- Piłka nożna – jeden z najlepszych w historii piłkarzy świata – 44-letni Argentyńczyk Diego Maradona – zdecydował się poddać zabiegowi operacyjnemu, którego celem jest obniżenie wagi ciała.

## 3 marca 2005
- Hokej na lodzie – firma handlowa Bain Capital Partners z Wall Street i sportowa spółka konsultingowa Game Plan International zaproponowały władzom NHL kupno wszystkich klubów tej ligi za 3,5 miliarda dolarów – poinformowała gazeta „Toronto Star”.
- Boks – Dariusz Michalczewski w wywiadzie dla niemieckiej telewizji ZDF zadeklarował, że jeśli wróci na ring, to tylko na walkę z Royem Jonesem juniorem. W minioną sobotę, 26 lutego 2005, Michalczewski przegrał walkę z Francuzem Fabrice'em Tiozzo o tytuł mistrza świata w bokserskiej wadze półciężkiej organizacji WBA w Color Line Arena w Hamburgu. (Wikinews)

## 2 marca 2005
- Kazimierz Górski – najwybitniejszy polski trener piłkarski – obchodzi 84. urodziny. Urodził się 2 marca 1921 roku we Lwowie. Drużynę narodową prowadził w latach 1970-1976 (pierwszy mecz ze Szwajcarią w Lozannie 5 maja 1971 roku). Pod jego wodzą polska reprezentacja zdobyła złoty medal na igrzyskach olimpijskich w Monachium (1972), srebrny medal za III miejsce na Mistrzostwach Świata w Niemczech (1974) i srebrny medal na igrzyskach olimpijskich w Montrealu (1976). W 73 meczach pod wodzą Górskiego „biało-czerwoni” odnieśli 45 zwycięstw.
- Piłka nożna – na przyszłorocznych mistrzostwach świata w piłce nożnej w Niemczech nie będzie sędziował popularny włoski sędzia – Pierluigi Collina. (Wikinews)

## 1 marca 2005
- Doping – Rosyjska Federacja Lekkoatletyki (WFLA), opierając się na przeprowadzonym postępowaniu dowodowym dokonanym przez komisję medyczną Międzynarodowego Komitetu Olimpijskiego oraz dochodzeniu Światowej Agencji Antydopingowej (WADA), wystąpiła z wnioskiem do zarządu WFLA o karę dożywotniej dyskwalifikacji 30-letniej Iriny Korżanienko. Złotą medalistkę ateńskich igrzysk w 2004 roku w pchnięciu kulą przyłapano na stosowaniu niedozwolonego środka – stanozololu.